# Reuven Atar
Reuven Atar (hebreo: רְאוּבֵן עטר) (3 de enero de 1969, Tirat Carmel) es un exfutbolista y entrenador israelí. Actualmente está sin equipo.
Jugaba como mediapunta, de gran técnica, asistencia y capacidad de gol. Es considerado de forma unánime como uno de los mejores jugadores en la historia de Maccabi Haifa.

## Biografía
Descendiente de la primera generación de marroquíes que se establecieron en Tirat Carmel,[cita requerida] se inició en las divisiones juveniles de Maccabi Haifa, club en el cual debutó profesionalmente en 1986 y en el que permaneció hasta 1994. Con el club portuario se dio el gusto de ganar el doblete (Copa Toto -equivalente a la Copa de la Liga- y la entonces llamada Liga Leumit) en dos temporadas: 90/91 y 93/94. Tras estos últimos éxitos, se marchó al clásico rival de Maccabi, el Hapoel Haifa. Allí jugó cuatro temporadas, en la cual se destacó en la 95/96 (21 goles), antes de marcharse a Beitar Jerusalén. En el conjunto capitalino disputó solo un partido, se lesionó y quedó afuera de las canchas durante toda la temporada. A su vuelta, jugó dos años en Hapoel Petaj Tikva y retornó a Hapoel Haifa y Beitar Jerusalén. En este último se desempeñó en un buen nivel, convirtiéndose en uno de los jugadores más queridos por la afición y saldando así, consigo mismo y con el público, el mal trago de la experiencia anterior.
Jugó dos años más en el club de sus inicios, Maccabi Haifa -ganando dos campeonatos-, y se le rescindió su contrato un año antes de finalizado. En el inicio de la temporada 02/03, Atar firmó un contrato de un año con Maccabi Netanya y fue uno de los mejores jugadores del certamen, con seis goles y nueve asistencias. No obstante, se rompió la rodilla y no tuvo otra opción que retirarse de la actividad en marzo de 2003.

## Como entrenador
Tras su retiro, fue contratado como ayudante de campo en Maccabi Netanya. Al final de la temporada 2003/04, luego de que el entrenador Eli Cohen dejase el club, fue elegido para dirigir al equipo, que descendió a la segunda categoría. No obstante, Atar decidió permanecer al frente de la dirección técnica y consiguió el ascenso en la primera temporada. Sin embargo, el nuevo mánager -su excompañero de selección Eyal Berkovic- lo despidió. De tal manera, se convirtió en entrenador de Maccabi Herzlia, pero le rescindieron su contrato luego de apenas ocho partidos. Nuevamente tuvo revancha en Maccabi Netanya y llevó al club a la ronda de clasificación para la Copa de la UEFA, tras haber obtenido el subcampeonato. En la primera eliminatoria, cayó ante el União de Leiria portugués (0-0 y 0-1).

## Selección nacional
Fue 33 veces internacional con la selección de Israel y fue el autor del gol de la victoria más famosa de Israel, en el Parque de los Príncipes ante Francia por 3-2.